# Белл (полуостров)
Полуостров Белл (англ. Bell Peninsula), известный ранее как остров Белл (англ. Bell Island) — юго-восточная часть острова Саутгемптон в Канадском Арктическом архипелаге, расположен в регионе Киваллик канадской территории Нунавут.

## Расположение
Полуостров находится в непосредственной близости от инуитского поселения Корал-Харбор. Южные берега составляют северную границу Гудзонова залива, а восточные омываются заливом Фокс. Этот район часто посещают полярные киты. Имеется несколько крупных заливов. Гора Минто на севере полуострова является самой его высокой точкой — 213 метров.

## История
Полуостров назван в честь Джона Белла, управляющего Компанией Гудзонова залива и исследователя.
На полуострове расположены пять археологических памятников, руин поселений садлермиутов, представителей древнеэскимосской культуры Дорсет. Садлермиуты перестали существовать как народ зимой 1902—1903 годов, когда привнесённая европейцами инфекционная болезнь убила всех за несколько недель. После этого на острове обосновались айвилингмиуты, переселившиеся из районов Репалс-Бей и залива Честерфилд.
В 1910 году полярный исследователь Джордж Комер переименовал остров Саутгемптон и исправил картографическую ошибку, согласно которой Белл был отдельным островом.